# Эквилибриум (альбом)
«Эквилибриум» — пятый альбом Вадима Курылёва, выпущенный в 2003 году.

## О создании
Запись произведена в июне-сентябре 2003 года на студии «АнТроп», звукорежиссёры — Георгий Скрынников, Сергей Богаев («Облачный край»), Дмитрий Атаулин.
Название «Эквилибриум» Курылёв придумал раньше, чем вышел одноимённый фильм, но альбом ещё не был записан, и автор засомневался, стоит ли оставлять как есть, или лучше исправить. Потом было решено выпустить диск без изменений.
Звучание одновременно жёсткое и легкое во многом благодаря манере игры барабанщика Михаила Нефёдова. Стилистически «Эквилибриум» не очень строг, включает в себя и поп-рок, и интеллектуальный панк, элементы тяжелого блюза и весёлого рэпа. Все номера альбома, по замыслу автора, должны были быть уравновешены друг с другом: панк — с интеллектуальной лирикой, блюз — с русским роком, а кубинская «Hasta Siempre!» Карлоса Пуэбло с кавер-версией «Моей обороны» Егора Летова. Сюжет песни «Падая с облака» схож с фильмом «Небо над Берлином».

Эквилибриум — состояние равновесия. Мы постоянно балансируем между войной и миром, жизнью и смертью, правдой и ложью, любовью и ненавистью. В то же время, я сейчас нахожусь в середине жизни. С одной стороны, это придает моему душевному состоянию некоторую философичность, с другой — вызывает глубокую печаль. Центр жизни — очень относительный момент, ведь только покинув этот мир, можно точно высчитать, где был твой эквилибриум. В «Дождаться Годо» я сначала писал тексты, а потом подбирал для них музыку. В новом альбоме старался одновременно и то, и другое…. В целом, он более песенный. Менее концептуальный… Все песни написаны уже в XXI веке — так я чувствую время, в котором всем нам — крышка.
— Вадим Курылёв
В начале песни «Hasta Siempre!» звучит наиболее известная из сохранившихся записей с речью Че Гевары, Куба, начало 1960-х годов. Песня «Вечный Джаз Дядя Миша» написана в 2001 году к 60-летию саксофониста Михаила Чернова. Тогда Курылёв сыграл на гитаре и басу, а Игорь Доценко на барабанах. Все, кто был в студии, прокричали припев. Песня вышла удачной, и ДДТ стали исполнять её на концертах. Юрий Шевчук хотел включить трек во вторую часть «Единочества», доделать аранжировки, подправить слова. Но Курылёв ушёл из группы после записи первой части, забрал песню с собой и переделал. В психоделическом «Четверге» стихи звучат с трип-хоповым сопровождением.
Вместе с выходом альбома группа «Курылёв-бэнд» стала называться «Эквилибриум-бэнд». Композиции были размещены на официальном сайте «Электрических партизан» с текстовыми комментариями автора — приём, который он использовал и в дальнейшем, но в данном случае к нему прибегнул впервые. На три песни альбома сняты видеоклипы: в 2003 году — «СМС» (режиссёры Вадим Курылёв и Максим Зорин, в качестве бонус-приложения включён в альбом «Эквилибриум»), в 2004 году — «Отражение» (режиссёр Олег Флянгольц) и «Аллилуйя» (режиссёр Максим Зорин, включен в мультимедиа-приложение альбома «Ингерманландия»).

## Обложка
В оформлении использован символ эквилибриума, придуманный Вадимом Курылёвым, и фотография, которую художник Владимир Дворник сделал с крыши одного из небоскребов в Чикаго.

## Список композиций
Музыка и тексты — Вадим Курылёв. Кроме (4) — Карлос Пуэбло и (8) — Егор Летов.
1. СМС
2. Аллилуйя
3. Доброволец
4. Hasta Siempre!
5. Падая с облака
6. Эквилибриум
7. Отражение
8. Моя оборона
9. Радио intro
10. Радио Луна
11. Через океан
12. Вечный Джаз (Дядя Миша)
13. Четверг
14. Время любить

## Участники записи
- Вадим Курылёв — вокал, бэк-вокал, гитара, бас-гитара, клавиши, drumloops (12, 13)
- Михаил Нефёдов — барабаны
- Михаил Чернов — саксофоны (2, 7, 12)
- Иван Васильев — труба (2, 7, 11)